# 雷德利·翁德拉什
雷德利·翁德拉什（匈牙利語：Rédli András，1983年10月21日—），生于陶波尔曹，是一名匈牙利击剑运动员，主攻重剑项目。曾获2007年夏季世界大学生运动员个人重剑冠军、2014年欧洲击剑锦标赛个人重剑冠军。毕业于古布达大学（Óbudai Egyetem）。2014年，他加入了匈牙利国防军。

## 运动生涯
2007年，雷德利参加了在泰国曼谷举行的世界大学生运动会，他在个人重剑决赛中击败中国选手董国涛夺冠，这是他的首个国际比赛冠军。
此后，雷德利代表匈牙利参加过多届世界击剑锦标赛，获得1金（2013年）1银（2009年）2铜（2010年和2012年）共四枚团体赛奖牌，以及1枚个人赛铜牌（2017年）。
2014年，雷德利在法国斯特拉斯堡举办的欧洲击剑锦标赛上赢得个人重剑冠军，同年年底，他荣获匈牙利年度最佳击剑运动员奖。
2016年8月，雷德利赴巴西里约热内卢参加第31届夏季奥林匹克运动会，这是他首次参加奥运。在个人项目上，他被法国选手雅尼克·博雷尔击败，止步32强，在团体项目上，他联同队友为匈牙利摘得一枚铜牌。

## 奖项
- 匈牙利年度最佳击剑运动员（2014[6]）
- 匈牙利功绩勋章－Golden Cross（2016）[9]